# Sam Kydd
Samuel John "Sam" Kydd, född 15 februari  1915 i Belfast, Nordirland, död 17 september 1982 i London, var en brittisk skådespelare.

## Rollista i urval
- 1948 – De fria viddernas män
- 1950 – Skattkammarön
- 1953 – De som våga
- 1954 – Mästerdetektiven
- 1955 – Ladykillers
- 1956 – Han gav sig aldrig
- 1958 – Montys dubbelgångare
- 1959 – Baskervilles hund
- 1962 – Håll ångan oppe!
- 1968 – Måste vi döda syster George?
- 1970 – Självmordspatrullen
- 1971 – Krutgubbar (TV-serie)
- 1971 – Snobbar som jobbar (TV-serie)
- 1971 – Stryparen på Rillington Place
- 1978 – Helgonet återvänder (TV-serie)
- 1980–1982 – Coronation Street (TV-serie)
- 1981 – Nålens öga